# Liste de musées en Australie
Cet article regroupe sans exhaustivité les principaux musées d'Australie ; ils sont classés par ville.

## Adélaïde
- Musée d'Australie-Méridionale
- Musée national d'Australie-Méridionale
- Musée maritime d'Australie du Sud

## Brisbane
- Centre pour la photographie du Queensland
- Queensland Art Gallery
- Queensland Gallery of Modern Art

## Canberra
- Galerie nationale d'Australie
- National Museum of Australia
- Mémorial australien de la guerre
- Musée national des dinosaures
- National Portrait Gallery of Australia
- Canberra Museum and Gallery
- Questacon

## Melbourne
- Australian Centre for the Moving Image
- Musée de Melbourne
- National Gallery of Victoria
- Scienceworks

## Sydney
- Australian Museum
- Galerie d'Art de Nouvelle-Galles du Sud
- Madame Tussauds Sydney
- Musée de Sydney
- Musée national de la marine de Sydney
- Michael Carr Art Dealer
- Powerhouse Museum
- Sydney Observatory
- The Museum of Contemporary Art

## Perth
- Art Gallery of Western Australia
- Western Australian Museum

## Autres villes
- Ballarat Fine Art Gallery
- Geelong Art Gallery
- Musée et galerie d'art tasmanienne à Hobart
- Musée et galerie d'art du Territoire du Nord à Darwin
- Newcastle Art Gallery à Newcastle
- Albany's Historic Whaling Station à Albany